# Гологори
Голого́ри — низькогірне пасмо на північному заході Подільської височини, частина Гологоро-Кременецького кряжу.
Пасмо розташоване у Львівській області, простягається від міста Бібрки (Перемишлянський район) до села Плугова (Золочівський район).
Довжина Гологорів 45 км, ширина — близько 10 км. Максимальні висоти зосереджені в західній та центральній частинах, найвища гора — Камула (471 м). Пасмо має асиметричну форму. На заході та південному заході межує з Опіллям (зокрема Львівським та Рогатинським), на півдні — з Перемишлянським низькогір'ям, на північному сході — з Вороняками, на півночі стрімкими схилами, заввишки до 150—200 м, обривається до Малого Полісся (зокрема Надбужанської котловини), що особливо чітко простежується вздовж автошляху Львів — Тернопіль (Н02) між селом Словітою та містом Золочевом.
Поверхню Гологорів розчленовують притоки Західного Бугу та Дністра, тобто, по їхньому хребту проходить Головний європейський вододіл.
Для Гологорів характерні долинно-балкові форми рельєфу. Пасмо складається з мергелів, пісковиків, пісків та вапняків, перекритих здебільшого лесоподібними суглинками. Поширені ерозійні процеси. У ландшафтній структурі Гологорів переважають крутосхили розчленованих пагорбів з сірими лісовими ґрунтами чи суглинками.
Усупереч своїй назві Гологори досить заліснені. Поширені грабово-букові ліси. Це район лісового і сільського господарства та рекреації.

## Пам'ятки природи
- Неподалік села Червоне в урочищі «Лиса гора» на площі 80 га. збереглась ділянка цілини зі степовою рослинністю (горицвіт, сон-трава, дика рожа).
- Комплексна пам'ятка природи «Гора Вапнярка» (біля сіл Митулин та Новосілки).
- Заповідне урочище «Ліс під Трудовачем».
- Романівський ландшафтний заказник.

## Вершини
- Камула (471 м)
- Вапнярка (460 м)
- Замчисько (452 м)
- Камінна (Лиса) Гора (425 м)
- Лиса Гора (412 м)
- Нахорди (401 м)